# Anaba (huyện)
Unaba là một huyện thuộc tỉnh Panjshir, Afghanistan. Dân số thời điểm năm 1999 là -50,9 người.